# Oedatsjnajapijp

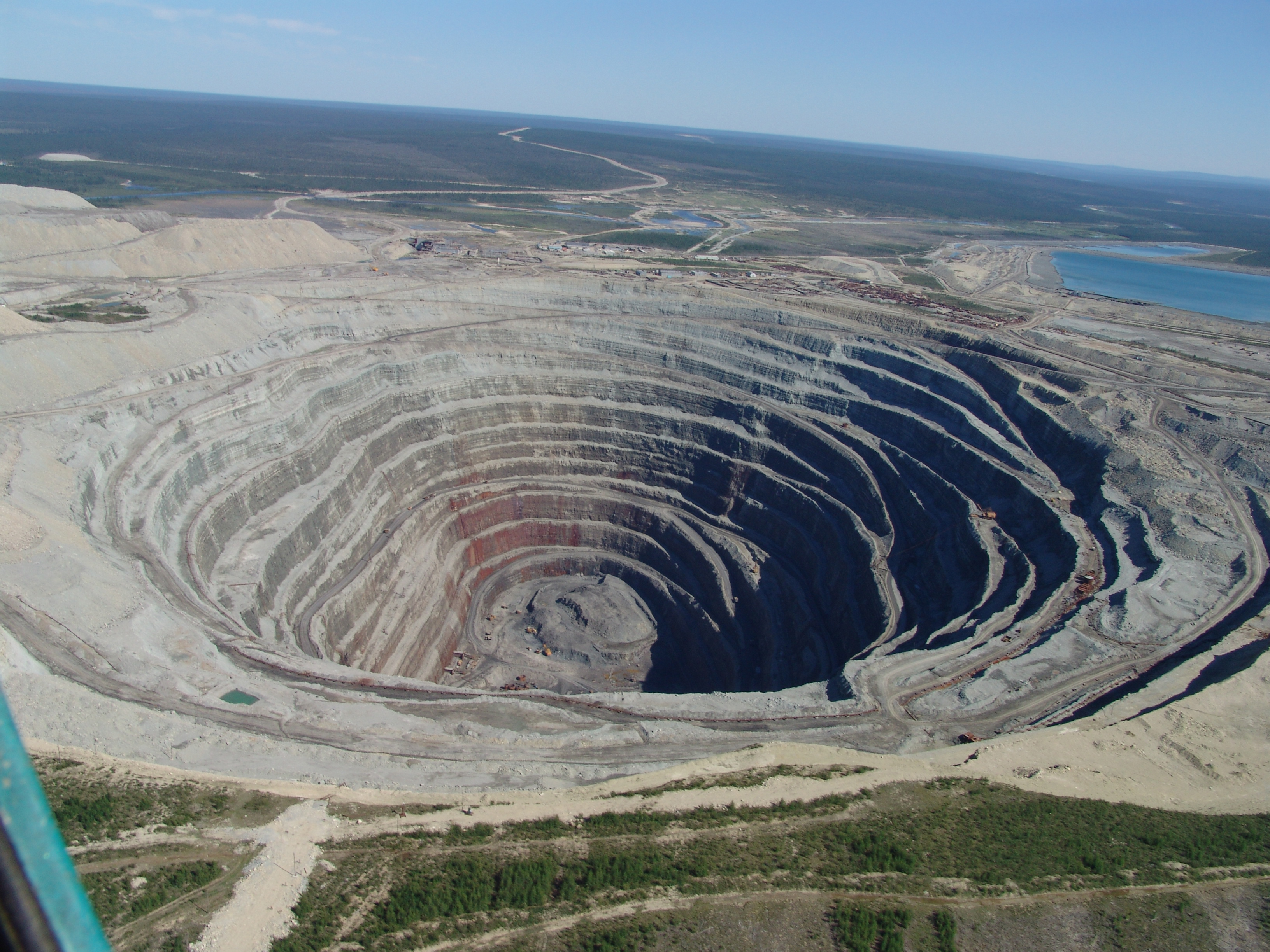
Zicht op de Oedatsjnajapijp

De Oedatsjnajapijp (Russisch: трубка Удачная; troebka Oedatsjnaja) is een grote diamantsedimentlaag (kimberlietpijp) in het noorden van de Russische autonome republiek Jakoetië. Het ligt ten noorden van de Noordpoolcirkel in het Daldyn-kimberlietveld.
Oedatsjnaja werd ontdekt op 15 juni 1955, twee dagen na de eerste Sovjetdiamantsite Mirny door de Sovjet geoloog Vladimir Sjtsjoekin en zijn team. Op dit moment is de put 530 meter diep.
De Oedatsjnapijp is de grootste diamantsedimentlaag van Rusland en een van de grootste van de wereld. Het bestaat uit twee delen: een westelijke en een oostelijke laag, die beiden rijk zijn aan diamant. In de Oedatsjnajamijn zijn al verschillende van de grootste diamanten opgegraven. De mijn is een van de grootste putten van de wereld.